# Nordiyya
Nordiyya (hebreiska: נורדיה) är en ort i Israel.   Den ligger i distriktet Centrala distriktet, i den norra delen av landet. Nordiyya ligger 45 meter över havet och antalet invånare är 2 264.
Terrängen runt Nordiyya är platt. Runt Nordiyya är det mycket tätbefolkat, med 1 135 invånare per kvadratkilometer. Närmaste större samhälle är Netanya, 4,0 km nordväst om Nordiyya. Omgivningarna runt Nordiyya är en mosaik av jordbruksmark och naturlig växtlighet.